# Kalypso (Musikgruppe)
Kalypso ist eine deutschsprachige Metalcore-Band aus Lingen (Ems).

## Geschichte
Kalypso wurde im Jahr 2008 gegründet. Ihr Musikstil ist eine Mischung aus Metal und Hardcore. Der Name bezieht sich auf die Nymphe Kalypso aus der griechischen Mythologie. Nach einer intensiven Phase des Songwritings und einer ersten EP mit dem Titel Kugelfisch wurde im Jahr 2011 das Debütalbum Nyktophobie beim Label Rock Range Records veröffentlicht. Es folgten diverse Reviews im Metal Hammer und Legacy (Musikmagazin).
Mit dem damaligen Line-up entstand Anfang 2012 die EP Neue Chancen bei Blastbeat Productions in Kiel. Ein Video zum Song Bäume wachsen nur auf starken Herzen folgte und wurde innerhalb eines Jahres bei YouTube über 35.000 Mal aufgerufen.
Mittlerweile war die Band in Deutschland unterwegs und spielt Shows mit Adept, Bring Me the Horizon, We Butter the Bread with Butter. Das neueste Werk trägt den Titel Gläserne Augen und wurde im Sommer 2013 via Acuity.Music (digital) und Rock Range Records (physisch) veröffentlicht.
Im 28. Juli 2016 gab die Band auf ihrem Blog bekannt, dass sie sich nach einem letzten Konzert am 13. August 2016 in Münster auflösen wolle. Vier der Musiker gaben im Februar 2017 bekannt, als neue Metal-Band Maré wieder Musik zu machen.

## Diskografie
- 2009: Kugelfisch (EP, Eigenveröffentlichung)
- 2011: Nyktophobie (Album, Rock Range Records)
- 2012: Neue Chancen (EP, Eigenveröffentlichung)
- 2013: Gläserne Augen (EP, Acuity.Music / Rock Range Records)